# Francesco Redi
Francesco Redi (Pisa, 1626. február 18. – Arezzo, 1697. március 1.) olasz orvos, természettudós, biológus és költő. Őt tartják "a kísérletes biológia megalapítójának", és "a modern parazitológia atyjának". Ő volt az első, aki kétségbevonta az élet spontán keletkezésének elméletét és kimutatta, hogy a légylárvák csak a legyek petéiből jöhetnek létre.

## Élete

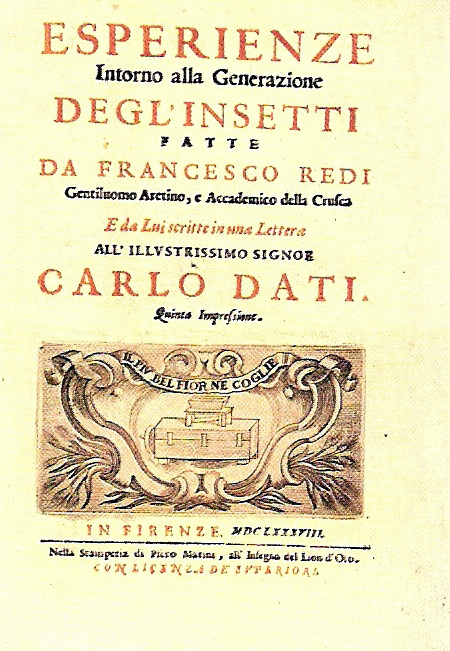
A rovarok keletkezését illető kísérletek c. műve

Francesco Redi 1626. február 18-án született Gregorio Redi és felesége, Cecilia de Ghinci gyermekeként a Toszkánai Nagyhercegséghez tartozó Arezzóban. Apja neves orvos volt Firenzében. A jezsuitáknál nevelkedett, majd a Pisai Egyetemre járt, ahol 1647-ben, 21 évesen szerzett orvostudományi és filozófiai diplomát. Miután körbeutazta az itáliai városokat (Róma, Nápoly, Bologna, Padova, Velence), Firenzében telepedett meg. Sikeres orvosi pályát futott be, tagja volt a Collegio Medico-nak, kinevezték a nagyhercegi udvar első orvosává és a hercegi gyógyszertár szuperintendánsává. Ő volt II. Ferdinando de' Medici és utódja, III. Cosimo de' Medici nagyhercegek személyi orvosa. Kutatásai elismeréseképpen tagjai közé választotta az Accademia dei Lincei és az Accademia del Cimento.
Álmában halt 1697. március 1-én Pisában. Arezzóban temették el.

## Munkássága

### Kígyóméreg
Redi 1664-ben írta első jelentős művét barátjának, Lorenzo Magalottinak (aki az Accademia del Cimento titkára volt), aminek címe Osservazioni intorno alle vipere ("Megfigyelések a viperákról") volt. Ebben a munkájában kezdte el megkérdőjelezni az általánosan elfogadott hiedelmeket, miszerint a viperák megisszák a bort és összetörik a poharat, mérgük lenyelve is halálos, az elpusztult vipera fejével gyógyítani lehet a marását vagy hogy mérge az epehólyagjában termelődik. Kísérletsorozattal bizonyította be, hogy a méreg sárga folyadék formájában van jelen a méregfogban és csak akkor ártalmas, ha bekerül a véráramba. Kimutatta, hogy a végtagokon a marás fölött erős szorítókötéssel meg lehet akadályozni, hogy a méreg a szív felé jusson. Munkájával vette kezdetét a kísérletes toxikológia.

### Entomológia és az élet spontán keletkezése

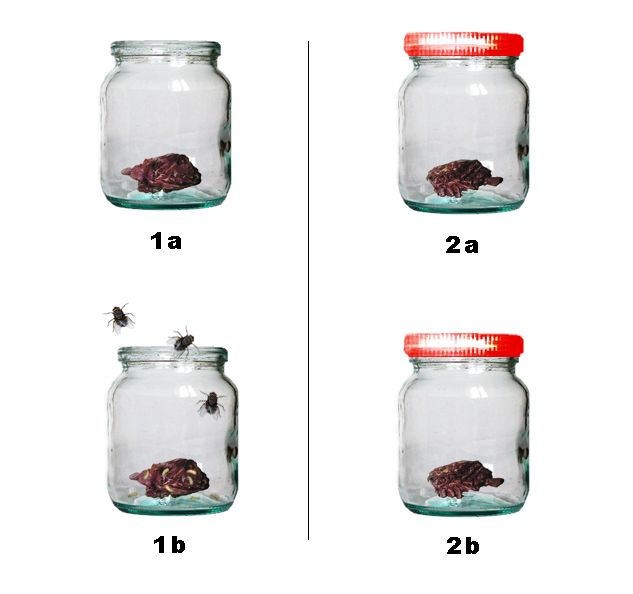
Redi kísérlete a légylárvák keletkezéséről

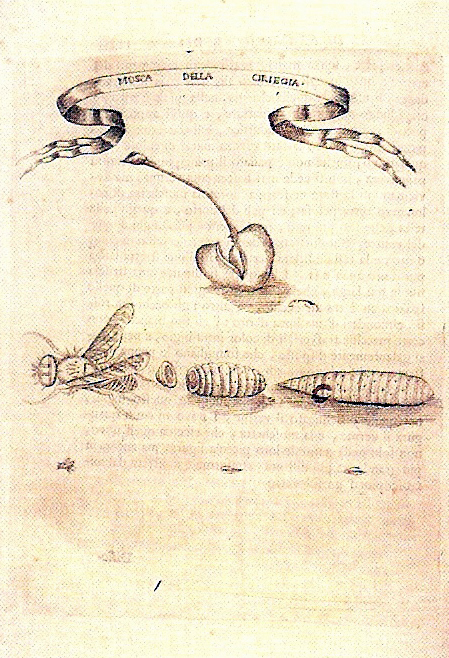
Redi fő művének egyik illusztrációja

Redi leginkább az 1668-ban publikált Esperienze intorno alla generazione degl'insetti (A rovarok keletkezését illető kísérletek) c. művében leírt kísérletekről ismert. Ezt tartják fő művének, amely mérföldkövet jelent a modern természettudomány történetében. Ebben megcáfolja az élet spontán keletkezésének elméletét, amely Arisztotelész óta általánosan elfogadott volt. Eszerint a megfelelő körülmények között a kisebb élőlények a semmiből, maguktól jönnek létre, pl. lárvák a romlott húsban, egerek a Nílus iszapjában vagy bolhák a porban.
Redi vett hat edényt és két csoportra osztotta őket. Valamennyibe különböző romlandó dolgokat (hal, nyers hús) tett, de az egyik csoportban finom gézzel fedte be az edények száját, a másikban pedig nyitva hagyta. Néhány nap elteltével lárvák jelentek meg a nyitott szájú edényekbe tett élelmiszeren, míg a lefedett szájúakban nem. Egy másik kísérletben három edénybe tett húst: egyet parafadugóval, a másikat gézzel zárta le, míg a harmadik nyitott maradt. A legyek csak a harmadikba jutottak be, így csak ott jelentek meg lárvák, de Redi ezzel a kísérlettel azt is bebizonyította, hogy az életcsírák nem a levegővel terjednek. Apró lárvák megjelentek a géz felszínén is, de hamarosan elpusztultak.
További kísérleteiben Redi megfigyelte, hogy a lárvák idővel bebábozódnak, amiből legyek kelnek ki. Amikor elpusztított legyeket vagy lárvákat tett a lezárt edénybe a hús mellé, nem látott újabb lárvákat, de amikor élő legyeket használt a kísérlethez, akkor már igen. Ismerve az olyan merész gondolkodók sorsát, mint Giordano Bruno vagy Galileo Galilei, Redi óvatosan fogalmazta meg a bevett elképzeléseket megdöntő eredményeit és mindig bibliai passzusokra hivatkozott, amikor kijelentette, hogy omne vivum ex vivo ("Minden élő élőtől ered"; másik változata az omne vivum ex ovo, "minden élő tojásból ered").

### Parazitológia

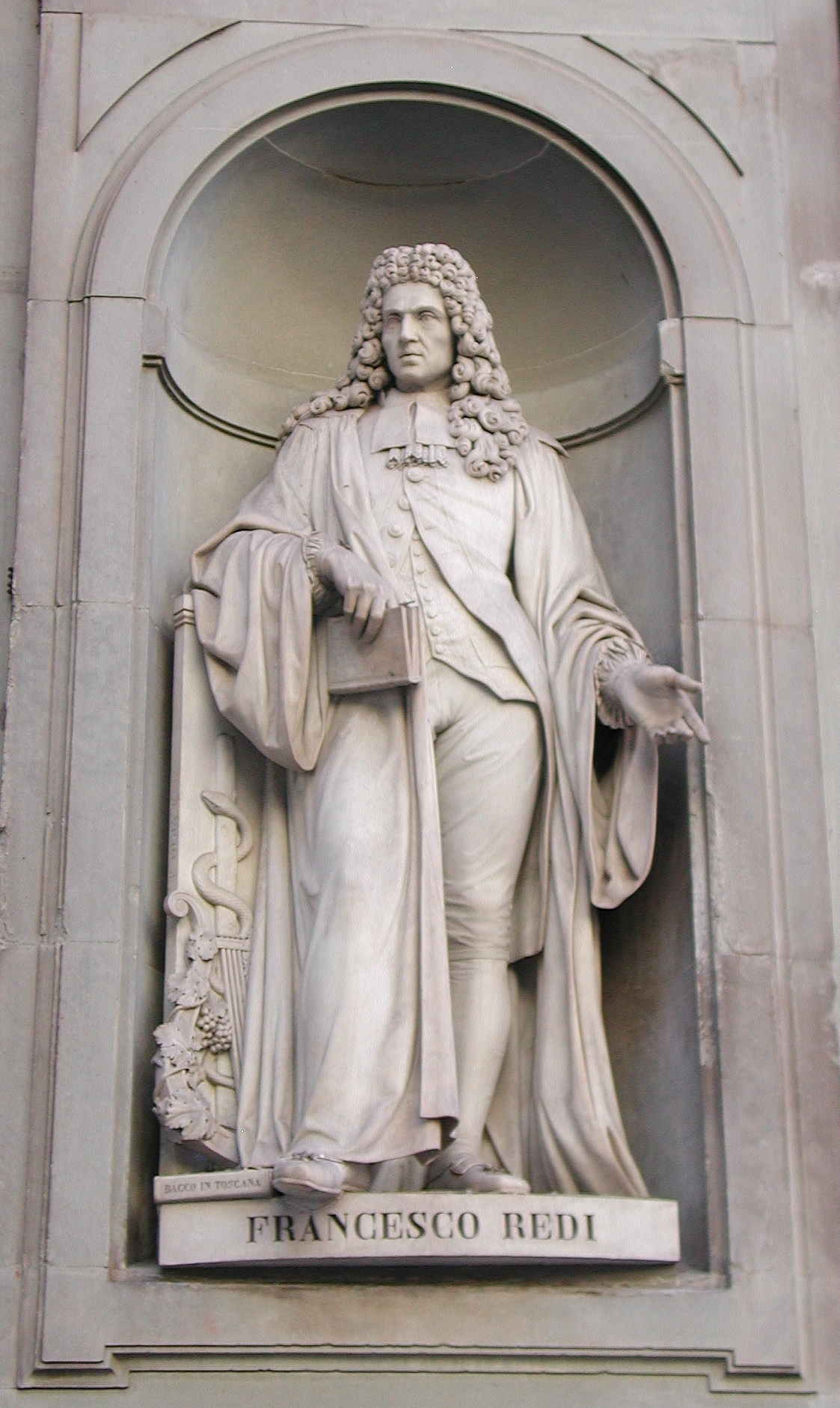
Francesco Redi szobra Firenzében

Az Esperienze intorno alla generazione degl'insetti-ben elsőként írt le tudományos igénnyel olyan parazitákat, mint a kullancsok, ő ábrázolta először a szarvasfélék orrüregében élősködő őzbagócs lárváit, valamint a birkák májában élő májmételyt. 1684-ben megjelent következő összefoglaló műve (Osservazioni intorno agli animali viventi che si trovano negli animali viventi -"Megfigyelések élő állatokban lévő élő állatokról") több mint 180 parazita leírását és ábráját tartalmazza. Különbséget tett a földigiliszták és az ember bélrendszerében is élősködő orsóféreg között. Kimutatta, hogy a rühösséget egy apró rovar okozza, amely a bőr alá rakja le a petéit. Az élősködők elleni szerek kipróbálásakor bevezette a mai orvostudományi kísérleteknél már alapvetőnek tartott kontrollcsoportot. Legfontosabb megfigyelései közé tartozik, hogy a paraziták új generációja nem magától terem, hanem az előző generáció által lerakott petékből fejlődnek ki.

## Irodalmi munkássága
- Osservazioni intorno alle vipere. Florenz 1664 (Digitalisat). - Observationes de viperis … ex italica in latinam translatae. S. l., ca. 1670 (Digitalisat)
- Esperienze intorno alla generazione degl’insetti. Florenz 1668.
- Esperienze intorno a diverse cose naturali. Florenz 1671.

Redi verseket is írt; legismertebb műve az 1685-ben kiadott Bacco in Toscana ("Bacchus Toszkánában") dithürambosz. A toszkán borokat dicsérő költeményét ma is olvassák Olaszországban. Tagja volt az Accademia dell'Arcadia és az Accademia della Crusca irodalmi társaságoknak. Propagálta a toszkán nyelv használatát és támogatta egy szótár elkészítését. Egyéb irodalmi művei közé tartoznak Levelei és az Arianna Inferma.

## Emlékezete
- A Marson róla neveztek el egy krátert.[19]
- Róla kapta a nevét (redia) a laposférgek lárvájának egyik fejlődési stádiuma.[4]
- A Nemzetközi Toxinológiai Társaság legnagyobb díja a Redi-díj.[11][20]
- Róla kapta nevét az olasz zoológiai folyóirat, a Redia.[21]
- Utána kapta a nevét az áspisvipera egyik alfaja, a Vipera aspis francisciredi.

## Fordítás
- Ez a szócikk részben vagy egészben  a   Fracesco Redi című angol Wikipédia-szócikk ezen változatának fordításán alapul.  Az eredeti cikk szerkesztőit annak laptörténete sorolja fel. Ez a jelzés csupán a megfogalmazás eredetét és a szerzői jogokat jelzi, nem szolgál a cikkben szereplő információk forrásmegjelöléseként.